# Kościół katolicki w Urugwaju
Kościół katolicki w Urugwaju – katolicy stanowią 32% społeczeństwa Urugwaju. W kraju jest dziewięć diecezji katolickich podległych archidiecezji Montevideo. Funkcję arcybiskupa - metropolity pełni obecnie Daniel Sturla mianowany na to stanowisko w 2014 roku.

## Historia
Katolicyzm pojawił się na terytorium obecnego Urugwaju wraz z hiszpańskimi osadnikami w 1624 roku, w 1830 roku erygowano wikariat apostolski Montevideo, przekształcony w diecezję w 1878 roku. Konstytucja z 1830 roku nadawała katolicyzmowi status religii państwowej, który utracił w 1917 roku.